# Nanton (Alberta)
Nanton es un municipio canadiense situado en la provincia de Alberta.

## Superficie
Ocupa una superficie de 5,2 km².

## Demografía
En 2021, tenía 2167 habitantes, una densidad poblacional de 423,9 hab./km², y 1004 viviendas. Tenía una población estimada, en 2024, de 2446 habitantes.